# 羅臼町立春松中学校
羅臼町立春松中学校（らうすちょうりつ しゅんしょうちゅうがっこう）は、北海道羅臼町にかつて存在した町立中学校。
1947年開校、2018年閉校。
ピーク時クラス編成は1学年2クラス合計6クラス、生徒総数約170人。
閉校時の生徒総数約40人。
閉校後は新設の知床未来中学校に全生徒が編入。

## 通学区域
松法町・知昭町・八木浜町・麻布町・春日町・幌萌町・峯浜町

## 周辺
- 国道335号